# Sonate K. 311
Pour la sonate de Mozart, voir Sonate pour piano no 9 de Mozart.
La sonate K. 311 (F.259/L.144) en si bémol majeur est une œuvre pour clavier du compositeur italien Domenico Scarlatti.

## Présentation
La sonate K. 311 en si bémol majeur, notée Allegro, est la seconde d'une paire avec la K. 310. Elle est écrite à deux voix et son style est galant. Scarlatti, comme dans la K. 305, fait entendre des pédales harmoniques (mesures 34, 50 et 98, 121).

## Manuscrits
Le manuscrit principal est le numéro 16 du volume VI de Venise (1753), copié pour Maria Barbara ; les autres sont Parme VIII 10, Münster IV 17 et Vienne B 17.

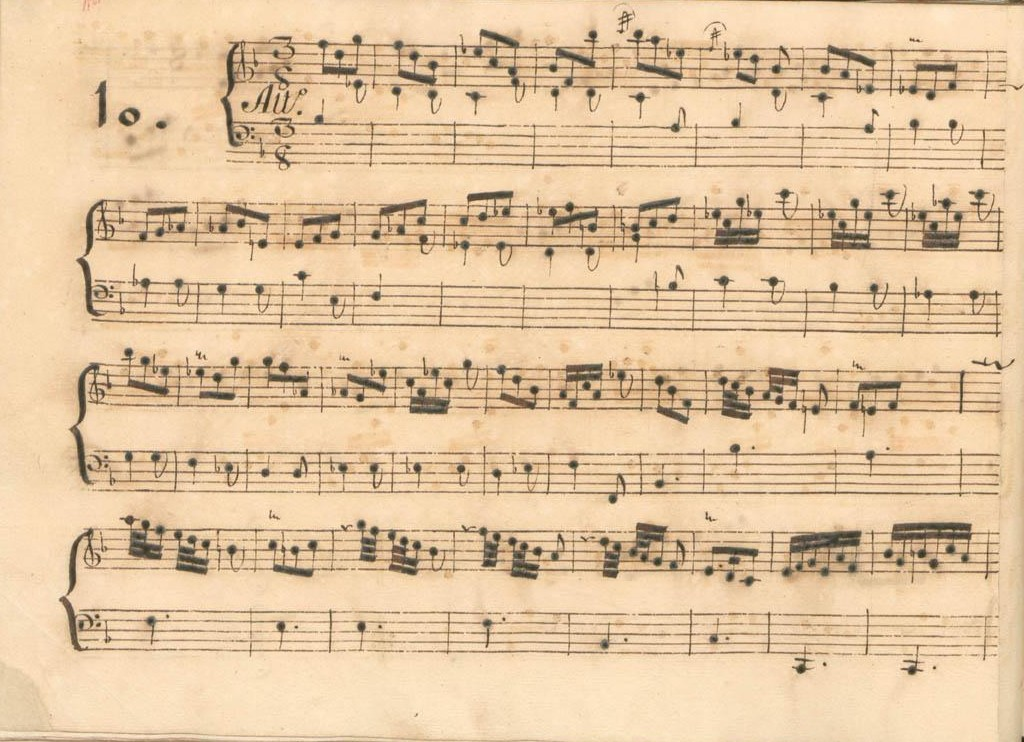
Parme VIII 10.
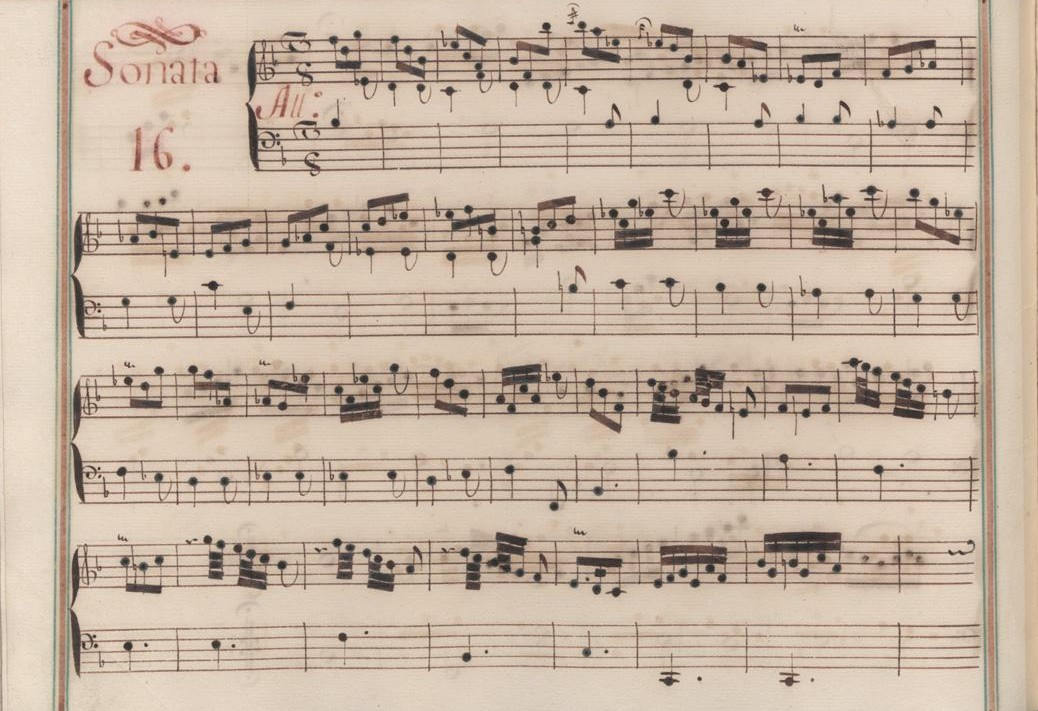
Venise VI 16.
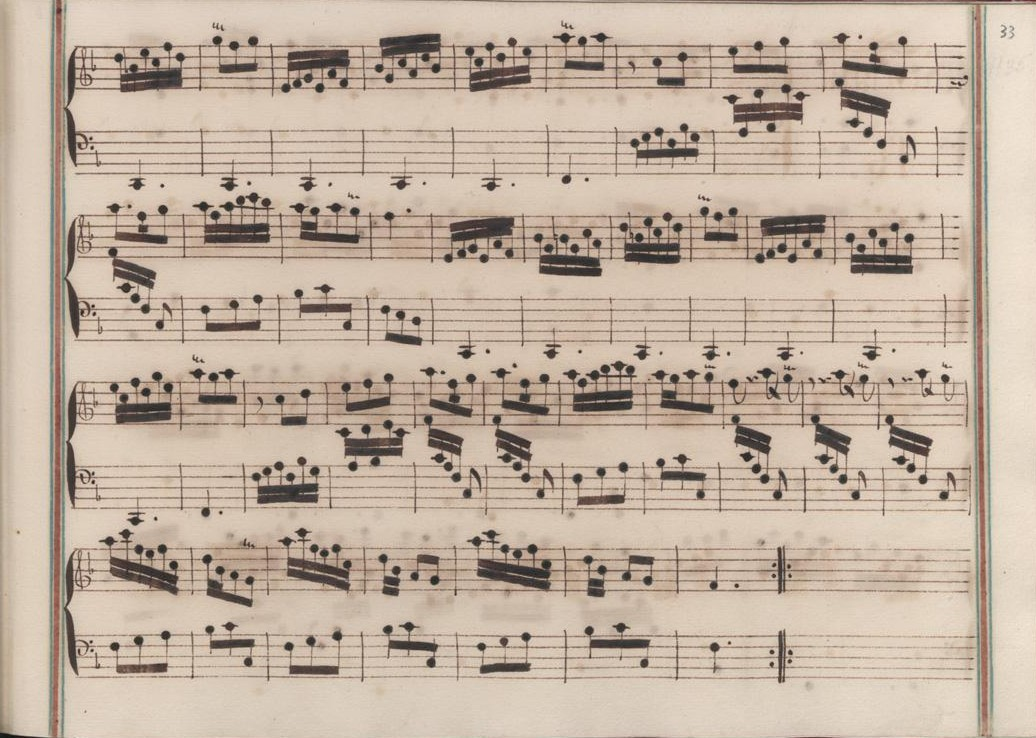
Venise VI 16 (fin de la première section).

## Interprètes
La sonate K. 311 est défendue au piano, notamment par Carlo Grante (2012, Music & Arts, vol. 3) et Sean Kennard (2015, Naxos, vol. 17) ; au clavecin par Scott Ross (1985, Erato), Richard Lester (2003, Nimbus, vol. 3) et Pieter-Jan Belder (Brilliant Classics).

## Sources
: document utilisé comme source pour la rédaction de cet article.
- Ralph Kirkpatrick (trad. de l'anglais par Dennis Collins), Domenico Scarlatti, Paris, Lattès, coll. « Musique et Musiciens », 1982 (1re éd. 1953 (en)), 493 p. (ISBN 978-2-7096-0118-4, OCLC 954954205, BNF 34689181).
- Alain de Chambure, « Domenico Scarlatti : Intégrale des sonates — Scott Ross », Erato (2564-62092-2), 1985 (OCLC 891183737) .
- (en) Carlo Grante, « Domenico Scarlatti, intégrale des sonates pour clavier (vol. 3) », Music & Arts (CD-1292), 2013 (OCLC 907929504) .